# Eleição municipal de Guarulhos em 1992
A eleição municipal de Guarulhos realizou-se em 3 de outubro de 1992. O prefeito titular era Paschoal Thomeu do PMDB. Vicentino Papotto do PMDB foi eleito no primeiro turno.

## Resultado da eleição

### primeiro turno
| Candidatos a prefeito  | Candidatos a vice-prefeito | Número | Coligação                           | Votos   | Válidos |
| ---------------------- | -------------------------- | ------ | ----------------------------------- | ------- | ------- |
| Vicentino Papotto PMDB |                            | 15     | PMDB                                | 156.850 | 55,57%  |
| Néfi Tales PTB         |                            | 14     | PTB/PDS                             | 71.951  | 26,36%  |
| Elói Pietá PT          |                            | 13     | Frente Popular PT/PCdoB/PC/PSDB/PPS | 40.424  | 14,32%  |
| José Grill PDT         |                            | 12     | PDT                                 | 19.033  | 3,74%   |